# Pedicularis hirtella
Pedicularis hirtella är en snyltrotsväxtart som beskrevs av Adrien René Franchet. Pedicularis hirtella ingår i släktet spiror, och familjen snyltrotsväxter. Inga underarter finns listade i Catalogue of Life.